# Hongkong op de Olympische Spelen
Hongkong, een speciale bestuurlijke regio en daarmee een afhankelijk gebied van de Volksrepubliek China, vormt een van de NOC's die deelneemt aan de Olympische Spelen. Hongkong debuteerde op de Zomerspelen van 1952 toen het nog als Brits Hongkong een kolonie van het Verenigd Koninkrijk vormde. Vijftig jaar later, in 2002, kwam het voor het eerst uit op de Winterspelen.
Tokio 2020 was voor Hongkong de zeventiende deelname aan de Zomerspelen, in 2018 werd voor de vijfde keer deelgenomen aan de Winterspelen.

## Medailles en deelnames
Er werden negen medailles gewonnen, alle op de Zomerspelen. Deze werden in zes olympische sporten behaald, tafeltennis (2), wielersport (2), zwemmen (2), karate (1), schermen (1) en zeilen (1).
In 1996 veroverde Lee Lai Shan met de gouden medaille bij het plankzeilen (mistral) voor vrouwen de eerste. De tweede medaille volgde in 2004 bij het mannen dubbelspel in tafeltennis, waar het zilver werd veroverd. In 2012 won Lee Wai Sze brons op het wielersport onderdeel keirin (v). Op de Spelen van 2020 werden de drie medailles uitgebreid naar negen. Schermer Cheung Ka-long veroverde goud, zwemster Siobhán Haughey won twee zilveren medailles, en karateka Grace Lau, het tafeltennis vrouwenteam en wielrenster Lee Wai Sze behaalden brons.

### Overzicht
De tabel geeft een overzicht van de jaren waarin werd deelgenomen, het aantal gewonnen medailles en de eventuele plaats in het medailleklassement.
| Zomerspelen | Zomerspelen | Zomerspelen | Zomerspelen | Zomerspelen | Zomerspelen |        | Winterspelen | Winterspelen | Winterspelen | Winterspelen | Winterspelen | Winterspelen |
| Jaar        | Goud        | Zilver      | Brons       | Totaal      | Rang        | Jaar   | Goud         | Zilver       | Brons        | Totaal       | Rang         |              |
| 1952        | 0           | 0           | 0           | 0           | -           | 1952   | -            | -            | -            | -            | -            |              |
| 1956        | 0           | 0           | 0           | 0           | -           | 1956   | -            | -            | -            | -            | -            |              |
| 1960        | 0           | 0           | 0           | 0           | -           | 1960   | -            | -            | -            | -            | -            |              |
| 1964        | 0           | 0           | 0           | 0           | -           | 1964   | -            | -            | -            | -            | -            |              |
| 1968        | 0           | 0           | 0           | 0           | -           | 1968   | -            | -            | -            | -            | -            |              |
| 1972        | 0           | 0           | 0           | 0           | -           | 1972   | -            | -            | -            | -            | -            |              |
| 1976        | 0           | 0           | 0           | 0           | -           | 1976   | -            | -            | -            | -            | -            |              |
| 1980        | -           | -           | -           | -           | -           | 1980   | -            | -            | -            | -            | -            |              |
| 1984        | 0           | 0           | 0           | 0           | -           | 1984   | -            | -            | -            | -            | -            |              |
| 1988        | 0           | 0           | 0           | 0           | -           | 1988   | -            | -            | -            | -            | -            |              |
| 1992        | 0           | 0           | 0           | 0           | -           | 1992   | -            | -            | -            | -            | -            |              |
| 1996        | 1           | 0           | 0           | 1           | 49          | 1994   | -            | -            | -            | -            | -            |              |
| 2000        | 0           | 0           | 0           | 0           | -           | 1998   | -            | -            | -            | -            | -            |              |
| 2004        | 0           | 1           | 0           | 1           | 65          | 2002   | 0            | 0            | 0            | 0            | -            |              |
| 2008        | 0           | 0           | 0           | 0           | -           | 2006   | 0            | 0            | 0            | 0            | -            |              |
| 2012        | 0           | 0           | 1           | 1           | 79          | 2010   | 0            | 0            | 0            | 0            | -            |              |
| 2016        | 0           | 0           | 0           | 0           | -           | 2014   | 0            | 0            | 0            | 0            | -            |              |
| 2020        | 1           | 2           | 3           | 6           | 49          | 2018   | 0            | 0            | 0            | 0            | -            |              |
| 2024        | 2           | 0           | 2           | 4           | 37          | 2022   | 0            | 0            | 0            | 0            | -            |              |
| Totaal      | 4           | 3           | 6           | 13          |             | Totaal | 0            | 0            | 0            | 0            |              |              |
| Tot. Z+W    | 4           | 3           | 6           | 13          |             |        |              |              |              |              |              |              |

### Per deelnemer
| Editie | Sport       | Olympiër                                    | Onderdeel           | Medaille |
| ------ | ----------- | ------------------------------------------- | ------------------- | -------- |
| 1996   | Zeilen      | Lee Lai Shan                                | plankzeilen (v)     | Goud     |
| 2004   | Tafeltennis | Ko Lai Chak Li Ching                        | dubbelspel (m)      | Zilver   |
| 2012   | Wielersport | Lee Wai Sze                                 | keirin (v)          | Brons    |
| 2020   | Schermen    | Cheung Ka-long                              | floret (m)          | Goud     |
| 2020   | Karate      | Grace Lau                                   | kata (v)            | Brons    |
| 2020   | Tafeltennis | Doo Hoi Kem Lee Ho Ching Minnie Soo Wai Yam | team (v)            | Brons    |
| 2020   | Wielersport | Lee Wai Sze                                 | sprint (v)          | Brons    |
| 2020   | Zwemmen     | Siobhán Haughey                             | 100m vrije slag (v) | Zilver   |
| 2020   | Zwemmen     | Siobhán Haughey                             | 200m vrije slag (v) | Zilver   |

Afghanistan · Albanië · Algerije · Amerikaans-Samoa · Amerikaanse Maagdeneilanden · Andorra · Angola · Antigua en Barbuda · Argentinië · Armenië · Aruba · Australië · Azerbeidzjan · Bahama's · Bahrein · Bangladesh · Barbados · België · Belize · Benin · Bermuda · Bhutan · Bolivia · Bosnië en Herzegovina · Botswana · Brazilië · Britse Maagdeneilanden · Brunei · Bulgarije · Burkina Faso · Burundi · Cambodja · Canada · Centraal-Afrikaanse Republiek · Chili · China · Chinees Taipei · Colombia · Comoren · Congo-Brazzaville · Congo-Kinshasa · Cookeilanden · Costa Rica · Cuba · Cyprus · Denemarken · Djibouti · Dominica · Dominicaanse Republiek · Duitsland · Ecuador · Egypte · El Salvador · Equatoriaal-Guinea · Eritrea · Estland · Ethiopië · Fiji · Filipijnen · Finland · Frankrijk · Gabon · Gambia · Georgië · Ghana · Grenada · Griekenland · Groot-Brittannië · Guam · Guatemala · Guinee · Guinee-Bissau · Guyana · Haïti · Honduras · Hongarije · Hongkong · Ierland · IJsland · India · Indonesië · Irak · Iran · Israël · Italië · Ivoorkust · Jamaica · Japan · Jemen · Jordanië · Kaaimaneilanden · Kaapverdië · Kameroen · Kazachstan · Kenia · Kirgizië · Kiribati · Koeweit · Kosovo · Kroatië · Laos · Lesotho · Letland · Libanon · Liberia · Libië · Liechtenstein · Litouwen · Luxemburg · Madagaskar · Malawi · Malediven · Maleisië · Mali · Malta · Marokko · Marshalleilanden · Mauritanië · Mauritius · Mexico · Micronesië · Moldavië · Monaco · Mongolië · Montenegro · Mozambique · Myanmar · Namibië · Nauru · Nederland · Nepal · Nicaragua · Nieuw-Zeeland · Niger · Nigeria · Noord-Korea · Noord-Macedonië · Noorwegen · Oeganda · Oekraïne · Oezbekistan · Oman · Oost-Timor · Oostenrijk · Pakistan · Palau · Palestina · Panama · Papoea-Nieuw-Guinea · Paraguay · Peru · Polen · Portugal · Puerto Rico · Qatar · Roemenië · Rusland · Rwanda · Saint Kitts en Nevis · Saint Lucia · Saint Vincent en de Grenadines · Salomonseilanden · Samoa · San Marino · Saoedi-Arabië · Sao Tomé en Principe · Senegal · Servië · Seychellen · Sierra Leone · Singapore · Slovenië · Slowakije · Somalië · Spanje · Sri Lanka · Soedan · Suriname · Swaziland · Syrië · Tadzjikistan · Tanzania · Thailand · Togo · Tonga · Trinidad en Tobago · Tsjaad · Tsjechië · Tunesië · Turkije · Turkmenistan · Tuvalu · Uruguay · Vanuatu · Venezuela · Verenigde Arabische Emiraten · Verenigde Staten · Vietnam · Wit-Rusland · Zambia · Zimbabwe · Zuid-Afrika · Zuid-Korea · Zuid-Soedan · Zweden · Zwitserland
Historische landen: Bohemen · Bondsrepubliek Duitsland · Brits-Indië · Duitse Democratische Republiek · Joegoslavië · Malaya · Nederlandse Antillen · Noord-Borneo · Noord-Jemen · Saarland · Servië en Montenegro · Sovjet-Unie · Tsjecho-Slowakije · West-Indische Federatie · Zuid-Jemen
Bijzondere deelnames: Onafhankelijke olympische atleten · Vluchtelingenteam 
 Australazië · Duits Eenheidsteam · Gemengd team · Gezamenlijk Team